# Moon Knight (série de televisão)
Moon Knight (prt: Moon Knight: Cavaleiro da Lua; bra: Cavaleiro da Lua) é uma minissérie norte-americana de super-herói criada por Jeremy Slater para o Disney+, baseada no personagem de mesmo nome da Marvel Comics. É a sexta série de televisão do Universo Cinematográfico Marvel (MCU) produzida pelo Marvel Studios, compartilhando continuidade com os filmes da franquia. Slater atua como roteirista principal, com Mohamed Diab liderando a equipe de direção.
Oscar Isaac estrela como Marc Spector / Cavaleiro da Lua e Steven Grant / Sr. da Lua, duas personalidades de um homem com transtorno dissociativo de identidade (TDI), com May Calamawy, Karim El-Hakim, F. Murray Abraham, Ethan Hawke, Ann Akinjirin, David Ganly, Khalid Abdalla, Gaspard Ulliel, Antonia Salib, Fernanda Andrade, Rey Lucas, Sofia Danu e Saba Mubarak também estrelando. A série foi anunciada em agosto de 2019, com Slater contratado em novembro. Diab foi contratado para dirigir quatro episódios da série em outubro de 2020, com a dupla de direção Justin Benson e Aaron Moorhead entrando na série em janeiro de 2021 para dirigir os outros dois; Isaac foi confirmado para estrelar naquela época e usou sotaques diferentes para diferenciar as várias identidades de Spector. As filmagens ocorreram de abril a outubro de 2021, principalmente em Budapeste, assim como na Jordânia, Eslovénia e em Atlanta, Geórgia.
Moon Knight foi lançada em 30 de março de 2022 e teve seis episódios, sendo concluída em 4 de maio. Faz parte da Fase Quatro do UCM. A série recebeu críticas positivas, com elogios particulares às performances de Isaac e Hawke e o tom mais sombrio em comparação com as séries anteriores do UCM.

## Sinopse
Marc Spector, um mercenário que sofre de transtorno dissociativo de identidade, é atraído para um mistério mortal envolvendo deuses egípcios com suas múltiplas identidades, como Steven Grant.

## Elenco
- Oscar Isaac como:
  - Marc Spector / Cavaleiro da Lua:
Um mercenário judeu-americano com transtorno dissociativo de identidade (TDI) que se torna o avatar de Khonshu, o deus da lua egípcio, como seu Cavaleiro da Lua.[3][4] Isaac "inclinou para esse cara de Chicago que está afastando as pessoas" por sua interpretação de Spector, chamando-o de idiota,[4] enquanto o produtor executivo Kevin Feige descreveu Spector como um herói de ação "brutal"[5][6] e disse que a série não deixaria de retratar a violência do personagem.[6] Cada uma das identidades de Spector em seu TDI são personagens distintos,[7] e foram diferenciados no roteiro por suas atitudes. Isaac escolheu levar isso adiante, dando-lhes sotaques diferentes.[8] Ele gostou de poder fazer "algo realmente maluco" com sua interpretação, incluindo explorar a mente complexa de Spector. Ele acrescentou que incorporar cada uma das várias personas foi um desafio técnico para ele e exigiu muita energia.[9] Isaac atuou com seu irmão, Michael Benjamin Hernandez, nas cenas em que várias identidades se encontram.[10] Para se preparar para o papel, Isaac leu o livro de Robert B. Oxnam, A Fractured Mind, que ele chamou de sua "bíblia".[11] Isaac usou seu próprio sotaque americano para Spector.[8] Carlos Sanchez e David Jake Rodriguez interpretam Marc como criança e adolescente, respectivamente.[12]
  - Steven Grant / Sr. da Lua:
Um funcionário britânico educado de uma loja de presentes com TDI que se torna o Sr. da Lua, Persona de Steven quando ele é o avatar de Khonshu.[3][13] Isaac colocou um sotaque britânico para Steven que ele sugeriu ser intencionalmente "bizarro" e pouco convincente.[8] Ele foi inspirado pelos sotaques da comunidade judaica que vive em Enfield, Londres, assim como por comediantes ingleses, como o ator Karl Pilkington da série britânica de comédia de viagem An Idiot Abroad,[14] e Peter Sellers.[15] Isaac acrescentou que Steven não tem grandes habilidades sociais e está "desejando por conexão". Steven tem uma tensão com Spector quando as duas personalidades se conscientizam.[4] O Sr. da Lua usa o conhecimento de Steven sobre o Egito antigo para ajudar a sair de conflitos com inteligência e resolução de quebra-cabeças, que é um contraste com a personalidade do Cavaleiro da Lua de Spector.[13] Carlos Sanchez interpreta Steven como criança.[12]
  - Jake Lockley:
Uma terceira personalidade mais implacável, avatar e "amigo" mais favorito de Khonshu, cuja existência é desconhecida por Spector e Grant.[16] Lockley fala exclusivamente em espanhol, com Isaac gostando de poder "trazer algo de mim que não é apenas tentar prestar serviço a alguma ideia que estava nos quadrinhos". Isaac observou que Lockley tem algo "sinistro sobre ele" e mais controle do que Spector ou Grant.[17]

- May Calamawy como Layla El-Faouly:
Uma arqueóloga e aventureira,[18] que é a esposa de Spector e sabe que ele é o Cavaleiro da Lua.[19] Layla originalmente não era egípcia, uma mudança que o diretor Mohamed Diab pressionou para acontecer,[11] mas sim uma mulher caucasiana que a Elle relatou ser a personagem Marlene Alraune, esposa de Spector nos quadrinhos.[20] O criador Jeremy Slater mais tarde esclareceu que Marlene nunca fez parte da série, citando a importância da diversidade dentro da sala dos roteiristas, e que a personagem foi originalmente chamada Zayna Faoul.[21] Diab e sua esposa Sarah Goher foram "grandes campeões" da personagem, já que ela era como a série representava o Egito.[22] Calamawy descreveu sua personagem como alguém com "muita cura para fazer", que "se coloca mais dentro de si mesma" e "desenvolve mais confiança em si mesma" ao apoiar Marc. Ela se inspirou nas mulheres do Oriente Médio, que "têm uma força muito despretensiosa e suave",[23] e evitou atrizes ocidentais, como Angelina Jolie, que interpretou a ladra de túmulos Lara Croft.[20] Calamawy chamou El-Faouly de lutadora de rua e queria que suas acrobacias refletissem isso, fazendo com que fossem reacionárias e não coreografadas ou limpas.[20] Layla se torna a Escaravelho Escarlate, o avatar da deusa egípcia Tuéris;[24] este nome foi revelado pelo Marvel.com após o final da série,[25][16] com Diab observando que ele não a conectou a essa personagem dos quadrinhos, explicando: "Às vezes a Marvel escolhe um nome e depois dá ao personagem que é desenvolvido". Ele ressaltou que, no momento, ela não recebeu seus poderes do escaravelho, mas acabou sentindo que a personagem representada era mais importante do que seu nome.[16]
- Karim El-Hakim e F. Murray Abraham como Khonshu:
O deus da lua egípcio, um pária entre os deuses por travar uma "guerra de um deus contra as injustiças percebidas", exigindo assim que ele encontrasse e usasse seu avatar, Marc Spector.[13] O criador Jeremy Slater o chamou de uma divindade "imperiosa e meio arrogante e vingativa", que é propensa a birras e está lidando com suas próprias inseguranças,[4] acrescentando que ele estava mais interessado em uma versão do personagem que tinha "suas próprias falhas e fraquezas morais" do que em um que estava "sempre certo e imune a erros". Abraham chamou Khonshu de "ultrajante" e "capaz de fazer qualquer coisa e encantar sua saída". Além disso, Abraham acreditava que Khonshu era altruísta e disposto a se sacrificar da mesma forma que exige sacrifício dos outros.[26] El-Hakim atuou como o personagem no set,[13] enquanto Abraham dá voz ao personagem.[27] Oscar Isaac também interpreta Khonshu enquanto possui o corpo de Spector e Grant no terceiro episódio, "The Friendly Type".
- Ethan Hawke como Arthur Harrow:
Um fanático religioso e líder de culto associado à deusa egípcia Ammit procurando justiça e julgamento com base em crimes futuros.[28] Harrow era o avatar anterior de Khonshu antes de Spector.[19] Hawke trabalhou em conjunto com Isaac para conceber Harrow como um oposto de Spector, querendo realizar ações ou emoções inversas a ele, e via Harrow como uma mistura de monge e médico.[29] Hawke inspirou sua performance no líder de culto David Koresh,[30] no psiquiatra Carl Jung,[31] no revolucionário cubano Fidel Castro, Dalai-lama, no escritor Leo Tolstoy, no televangelista pentecostal Jimmy Swaggart e no oficial e médico nazista Josef Mengele,[6] e na personagem Enfermeira Ratched,[32] além de questionar se o co-fundador da Apple Inc., Steve Jobs, era um "cara mau".[6] Hawke também interpreta o "Doutor Harrow", uma versão de Harrow que é o médico psiquiátrico criado na paisagem mental de Spector e Grant, que eles encontram na vida após a morte egípcia.
- Ann Akinjirin como Bobbi Kennedy: Uma policial britânica e seguidora do culto de Arthur.[33]
- David Ganly como Billy Fitzgerald: Um policial britânico e seguidor do culto de Harrow.[33]
- Khalid Abdalla como Selim: O avatar de Osíris e líder do conselho dos deuses egípcios.[34]
- Gaspard Ulliel como Anton Mogart: Um rico colecionador de antiguidades que vive no Egito e um velho conhecido de Layla.[35][36] [37]
- Antonia Salib como Tuéris: A deusa egípcia do parto e da fertilidade e atua como protetora de mães e filhos. Salib fornece a voz e a interpretação para captura de movimentos para a personagem.[38]
- Fernanda Andrade como Wendy Spector: A mãe de Marc e esposa de Elias.[39]
- Rey Lucas como Elias Spector: O pai de Marc e marido de Wendy.[40]
- Sofia Danu e Saba Mubarak como Ammit: A deusa egípcia aprisionada que Harrow planeja libertar. Danu atuou como a personagem no set, enquanto Mubarak dá voz a personagem.[41][42]

Shaun Scott é recorrente na série como Crawley, a estátua viva. Também estrelam a série Lucy Thackeray e Alexander Cobb interpretam os colegas de trabalho de Steven, Donna e J.B., respectivamente, Díana Bermudez como Yatzil, o avatar de Hator, a deusa egípcia do amor, Declan Hannigan como o avatar de Hórus, o deus egípcio do parentesco, Hayley Konadu como o avatar de Téfnis, a deusa egípcia da umidade, Nagisa Morimoto como o avatar de Ísis, a deusa egípcia da lua, Loic Mabanza como Bek, guarda-costas de Mogart, Joseph Millson como Dr. Steven Grant do filme fictício Tomb Buster, enquanto Bill Bekele interpreta seu jovem assistente Rosser, Claudio Fabian Contreras como o irmão mais novo de Spector, Randall, e Usama Soliman como o pai de Layla, Abdallah El-Faouly.

## Episódios
| N.º | Título                                                   | Dirigido por                   | Escrito por                                                                                       | Exibição original   |
| --- | -------------------------------------------------------- | ------------------------------ | ------------------------------------------------------------------------------------------------- | ------------------- |
| 1 | "The Goldfish Problem" "O Problema do Peixe Dourado(BR)" | Mohamed Diab                   | Jeremy Slater                                                                                     | 30 de março de 2022 |
| Steven Grant trabalha no Museu Britânico em Londres, onde espera se tornar um guia turístico usando seu conhecimento do Antigo Egito. Depois de dormir uma noite, ele acorda nos Alpes austríacos e testemunha uma reunião de culto liderada por Arthur Harrow, que exige um escaravelho que Steven, sem saber, tem em sua posse. Enquanto tenta escapar, ele tem vários apagões e ouve uma voz misteriosa em sua cabeça antes de acordar em sua casa. Steven percebe que dois dias se passaram desde que ele foi dormir. No dia seguinte no trabalho, Steven é confrontado por Arthur, que revela que ele é um servo da deusa egípcia Ammit. Steven escapa de Arthur, mas é forçado a permanecer sozinho no trabalho naquela noite para compensar o atraso. Arthur invoca uma criatura parecida com um chacal para atacar Steven, mas seu "reflexo" pede para assumir o controle de seu corpo. Steven concorda, transformando-se em um guerreiro encapuzado que mata o chacal. |                                                          |                                |                                                                                                   |                     |
| 2 | "Summon the Suit" "Invoque o Traje (BR)"                 | Aaron Moorhead e Justin Benson | Michael Kastelein                                                                                 | 6 de abril de 2022  |
| Steven é culpado pelos danos causados pelo chacal, devido a criatura não aparecer nas câmeras de segurança do museu, e é demitido. Ele usa o cartão-chave para acessar um armazenamento onde encontra o escaravelho. Ele fala com seu "reflexo", outra identidade no corpo de Steven que se apresenta como o mercenário Marc Spector, o atual avatar de Khonshu, o deus da lua egípcio. Steven é confrontado por Layla, esposa de Marc, que não sabe da existência de Steven, antes de ser presa por policiais que trabalham para Arthur. Arthur revela que ele era o avatar de Khonshu anteriormente até que ele escolheu seguir Ammit. Ele explica que quer usar o escaravelho para encontrar a tumba de Ammit e ressuscitá-la para que ela possa expurgar o mal a humanidade, eliminando todos que cometeram ou cometerão atos malignos. Layla resgata Steven, mas Arthur invoca outra criatura chacal. Steven consegue invocar um traje próprio para lutar contra o chacal, mas é dominado e permite que Marc assuma o controle. Marc mata o chacal, mas perde o escaravelho para Arthur. Khonshu ameaça usar Layla como seu próximo avatar caso Marc não consiga parar Arthur. |                                                          |                                |                                                                                                   |                     |
| 3 | "The Friendly Type" "O Tipo Amigável (BR)"               | Mohamed Diab                   | Beau DeMayo, Peter Cameron e Sabir Pirzada                                                        | 13 de abril de 2022 |
| Arthur e seus seguidores descobrem a localização da tumba de Ammit no deserto. No Cairo, Marc e Steven passam por apagões enquanto rastreiam uma pista para a localização de Arthur. Depois de não conseguir obter informações, Khonshu convoca um conselho entre seus companheiros deuses egípcios e seus avatares para avisá-los dos planos de Arthur, mas Arthur nega com sucesso a acusação. O avatar de Hator, Yatzil, diz a Marc para encontrar o sarcófago de um medjay que sabia da localização do túmulo de Ammit. Layla encontra Marc e o leva para se encontrar com Anton Mogart, um conhecido de Layla que é dono do sarcófago. Arthur chega e destrói o sarcófago, forçando Marc, Steven e Layla a lutarem contra os homens de Mogart e escapar para o deserto. Steven reúne alguns dos fragmentos do sarcófago em um mapa estelar, mas está desatualizado há dois mil anos. Khonshu usa seus poderes para voltar brevemente o céu noturno para a noite correta, permitindo que Steven e Layla encontrem a localização do túmulo de Ammit. Os outros deuses aprisionam Khonshu em um shabti por isso, deixando o corpo de Steven e Marc sem os poderes de Khonshu.     |                                                          |                                |                                                                                                   |                     |
| 4 | "The Tomb" "A Tumba (BR)"                                | Aaron Moorhead e Justin Benson | Alex Meenehan, Peter Cameron & Sabir Pirzada                                                      | 20 de abril de 2022 |
| Steven e Layla encontram um acampamento deserto no local da tumba de Ammit, que é um labirinto na forma do Olho de Hórus. Eles descobrem que alguns dos homens de Arthur foram mortos por sacerdotes egípcios mortos-vivos, que então atacam Steven e Layla. Layla derrota os sacerdotes, mas encontra Arthur, que afirma que Marc foi um dos mercenários que assassinaram seu pai arqueólogo, Abdallah El-Faouly. Steven encontra a tumba e descobre que o último avatar de Ammit foi Alexandre, o Grande; ele recupera o shabti de Ammit de dentro do corpo de Alexandre. Layla com raiva confronta Marc, que revela que seu parceiro matou o pai de Layla e o próprio Marc antes de Khonshu reviver Marc como seu avatar. Arthur chega e atira em Marc, que acorda em um hospital psiquiátrico povoado por pessoas de sua vida. Depois de escapar de Arthur, que aparece como psiquiatra no hospital, Marc encontra Steven em um corpo separado preso em um sarcófago. Eles também veem um segundo sarcófago com outra pessoa presa dentro antes de serem recebidos por uma figura feminina com cabeça de hipopótamo.                                                            |                                                          |                                |                                                                                                   |                     |
| 5 | "Asylum" "O Manicômio (BR)"                              | Mohamed Diab                   | Rebecca Kirsch e Matthew Orton                                                                    | 27 de abril de 2022 |
| A mulher com cabeça de hipopótamo é a deusa egípcia Tuéris, que explica que Marc e Steven estão mortos e que o "hospital psiquiátrico" é um barco navegando pelo Tuat, a vida após a morte egípcia. Ela pesa seus corações na Balança da Justiça para determinar se eles podem entrar nos Campos de Junco, mas os corações estão desequilibrados por memórias ocultas que ela sugere que eles explorem juntos. Steven vê uma memória do irmão mais novo de Marc, Randall, se afogando e a mãe de Marc o culpando por isso, enquanto Marc mostra a Steven como ele se tornou o avatar de Khonshu durante uma missão com seu parceiro Bushman, que assassinou o pai de Layla. Marc e Steven convencem Tuéris a ajudá-los a retornar ao mundo dos vivos para que possam parar Arthur, e ela dirige o barco em direção aos Portões de Osíris. Marc relutantemente explica que ele, sem saber, criou Steven como resultado do abuso de sua mãe. Steven e Marc se reconciliam, mas suas balanças não se equilibram e espíritos hostis os atacam, arrastando Steven para o Tuat, onde ele se transforma em areia. A balança se equilibra e Marc se encontra nos Campos de Junco.           |                                                          |                                |                                                                                                   |                     |
| 6 | "Gods and Monsters" "Deuses e Monstros (BR)"             | Mohamed Diab                   | História : Danielle Iman e Jeremy Slater Teleplay : Jeremy Slater e Peter Cameron & Sabir Pirzada | 4 de maio de 2022   |
| Arthur liberta Ammit e mata os avatares dos outros deuses egípcios. Layla encontra o ushabti de Khonshu e o liberta. Marc se recusa a ficar nos Campos de Junco e retorna ao Tuat para resgatar Steven. Com a ajuda de Tuéris, eles escapam pelos Portões de Osíris e despertam em seus corpos. Khonshu se reconecta com eles, restaurando seus poderes. Layla descobre que Ammit pode ser religada por vários avatares e concorda em se tornar o avatar temporário de Tuéris. Elas se juntam a Marc, Steven e Khonshu na luta contra Arthur e Ammit. Arthur domina Marc e Steven, mas eles sofrem um apagão durante o qual de alguma forma derrotam Arthur. Marc e Layla selam Ammit no corpo de Arthur, aprisionando-a, e Khonshu pede a Marc que execute Arthur e Ammit. Marc se recusa e ordena que Khonshu libere ele e Steven de seus serviços, que promete liberar "ambos". A dupla se encontra no "hospital", onde rejeitam a visão e optam por continuarem sua nova vida juntos como heróis. Em uma cena no meio dos créditos, Arthur é executado por Jake Lockley, terceira personalidade de Marc e Steven, que ainda está trabalhando com Khonshu.                       |                                                          |                                |                                                                                                   |                     |

## Produção

### Desenvolvimento
O personagem Marc Spector / Cavaleiro da Lua seria apresentado na segunda temporada de Blade: The Series, antes de seu cancelamento em setembro de 2006. Uma potencial série spin-off para o personagem também estava em desenvolvimento. Em outubro, o Marvel Studios fez parceria com a No Equal Entertainment para produzir uma série de TV do Cavaleiro da Lua. Em 2008, a Marvel contratou o roteirista Jon Cooksey para desenvolver a série, mas ela não se concretizou.
James Gunn, o roteirista e diretor dos filmes dos Guardians of the Galaxy, disse em janeiro de 2017 que havia discutido um filme do Cavaleiro da Lua com a Marvel Studios, mas não teve tempo para trabalhar nele; mais tarde, ele disse que havia mencionado a ideia ao passar para o presidente da Marvel Studios, Kevin Feige, e vários outros, mas não tinha uma proposta completa para um filme como havia sido relatado em seus comentários iniciais. Feige confirmou em abril de 2018 que o Cavaleiro da Lua seria apresentado ao Universo Cinematográfico da Marvel (MCU), mas questionou: "Isso significa daqui a cinco anos, daqui a 10 anos, daqui a 15 anos?".
Em agosto de 2019, o Marvel Studios anunciou na conferência D23 que uma série baseada no Cavaleiro da Lua estava sendo desenvolvida para o serviço de streaming Disney+. Em novembro daquele ano, Jeremy Slater foi contratado como roteirista principal e produtor executivo da série, que consiste em seis episódios de 40 a 50 minutos. Mohamed Diab foi contratado para dirigir quatro episódios da série em outubro de 2020, e também como produtor executivo. A Marvel o abordou "do nada" para apresentar uma proposta para Moon Knight, que inclui mitologia egípcia e personagens aos quais o super-herói está associado nos quadrinhos. Diab e sua esposa roteirista e produtora Sarah Goher montaram um documento de 200 páginas delineando sua visão para a série, que incluía sua intenção de retratar o Egito e o povo egípcio de uma maneira mais positiva do que eles achavam ter sido feito em produções anteriores de Hollywood. Diab elaborou que os filmes e séries americanos frequentemente usavam estereótipos orientalistas, como retratar os egípcios como exóticos "guias e andarilhos do deserto" ou ignorar o fato de que as pirâmides de Gizé estão ao lado de uma cidade moderna. Ele queria retratar os egípcios como "seres humanos normais" e o Egito como um "lugar normal" como a América moderna, ao mesmo tempo em que contratava outros membros de equipe egípcios para trabalhar na série. Ele acrescentou que a série seria "difícil, séria e sobre grandes tópicos", como muitos de seus filmes anteriores. Em novembro de 2020, a dupla de diretores Justin Benson e Aaron Moorhead foram convidados a criar uma proposta para a série, depois de terem discutido anteriormente com o Marvel Studios sobre encontrar um projeto para trabalharem juntos. Eles se juntaram à série para dirigir os outros dois episódios em janeiro de 2021, trabalhando junto com Diab para garantir uma abordagem consistente para a série. Feige, Louis D'Esposito, Victoria Alonso, Brad Winderbaum e Grant Curtis também atuam como produtores executivos junto com a estrela Oscar Isaac, com a Sarah Goher como produtora de consultoria, e Nick Pepin como gerente de produção e desenvolvimento da série.
Em fevereiro de 2021, Feige afirmou que algumas de suas séries, como She-Hulk e Moon Knight, estavam sendo estruturadas de uma forma que pudesse acomodar temporadas futuras, ao contrário de séries como WandaVision (2021), que foi desenvolvida para levar a filmes de longa-metragem. Um ano depois, Isaac se referiu a Moon Knight como uma série limitada, enquanto Diab não tinha certeza se a série continuaria.

### Roteiro
Michael Kastelein, Beau DeMayo, Peter Cameron, Sabir Pirzada, Alex Meenehan, Rebecca Kirsch, Matthew Orton e Danielle Iman são os roteiristas da série, com um arqueólogo especializado em tumbas egípcias sendo consultado pelos roteiristas. Feige comparou a série à franquia Indiana Jones, enquanto explora a egiptologia, dois aspectos que foram uma grande parte da proposta de Slater, já que ele queria contar uma "história sombria e complexa" misturada com "magia grande, divertida, sobrenatural e no estilo Amblin". Slater disse que queria que a série tivesse um tom semelhante a Raiders of the Lost Ark (1981) e Ghostbusters (1984), e trouxesse alguns aspectos de terror e monstros para o UCM. Ele queria forçar os limites com o quão sombria uma série da Marvel poderia ser, que Feige e o Marvel Studios apoiavam. Feige disse que havia uma clara diferença de tom entre Moon Knight e as outras séries do Marvel Studios lançadas naquele momento, acrescentando que o estúdio trabalhou com a Disney+ para ultrapassar os limites de quanto da brutalidade de Moon Knight eles poderiam apresentar na série.
Feige disse que a doença mental de Marc Spector era um aspecto único da série, que se concentra principalmente em seu trauma psicológico. O Dr. Paul Puri, psiquiatra certificado pelo conselho e professor clínico assistente da UCLA, atuou como consultor da série para suas representações de doenças mentais. Diab alertou que, embora os criativos respeitassem o transtorno dissociativo de identidade (TDI), a série ainda existe em um mundo fictício e sobrenatural e alguns elementos foram "dramatizados demais". Ele sugeriu usar reflexões para retratar as cenas de conversa entre Steven e Marc, que se tornou um tema recorrente de Moon Knight. A série se baseia nas interpretações mais modernas do personagem dos quadrinhos sobre o TDI de Spector, no qual Spector perde a noção do tempo quando alterna entre seus vários alters. A run de Jeff Lemire e Greg Smallwood nos quadrinhos serviu de inspiração. O produtor executivo Grant Curtis notou que a série explorou identidade e "encontrando o verdadeiro eu", acrescentando que Spector procuraria "reconciliar partes do [seu] passado, presente e futuro potencial com as quais [ele não] necessariamente concorda". Isaac acreditava que a série seria "experimental" para os espectadores se conectarem com "o horror psicológico de não saber o que está acontecendo e as lentas revelações da verdade" que vieram ao retratar os personagens com TDI. Slater acrescentou que os criativos levaram a sério a representação da saúde mental da série, pesquisando o distúrbio e visando que Moon Knight tivesse um retrato e uma mensagem positiva em relação à saúde mental.
Slater disse que a série não apresentaria fortemente os aspectos do Cavaleiro da Lua dos quadrinhos onde ele era um playboy filantropo, já que essa versão do personagem havia sido comparada ao Batman, personagem da DC Comics, que não era uma comparação que Slater queria fazer. Slater acrescentou que explorar a saúde mental do personagem permitiu que ele fosse mais do que "um clone do Batman trocado de paleta", acrescentando que o Cavaleiro da Lua era "seu maior inimigo de várias maneiras". Isaac acreditava que Moon Knight era o "primeiro estudo de personagem legítimo da Marvel" desde Iron Man (2008), com Curtis acrescentando que Spector era como Stark para o Marvel Studios, pois ele poderia ser "construído do zero". No início do desenvolvimento, Steven Grant foi a personalidade que se tornou o Cavaleiro da Lua enquanto Marc teria sido o Sr. da Lua, mas isso eventualmente foi revertido. Os créditos finais de cada episódio têm uma mensagem incentivando os espectadores a visitar o site da National Alliance on Mental Illness para saber mais sobre o TDI. A existência da terceira personalidade, Jake Lockley, é sugerido ao longo da série antes de aparecer na cena no meio dos créditos do episódio final. Slater observou que todos os criativos trabalharam para encontrar o equilíbrio adequado de quantas dicas explícitas deixar sobre Lockley, decidindo se concentrar em espectadores não familiarizados com o personagem dos quadrinhos e criando um mistério satisfatório para eles. Cada um dos diretores trabalhou com seus diretores de fotografia para encontrar momentos nos episódios anteriores que poderiam ser "confusão" onde Lockley poderia entrar e sair. Por exemplo, quando Grant retorna no primeiro episódio da perseguição do caminhão de cupcake, uma foto de um espelho apresenta apenas um terceiro reflexo.
Os elementos sobrenaturais inspirados nos quadrinhos incluem vários deuses egípcios, um dos quais, Khonshu, manipula Spector de uma maneira que se baseia em seu relacionamento dos quadrinhos, em "toda a sua toxicidade". A série é ambientada no início de 2025 do UCM, mas não tem conexões explícitas com outras partes do UCM, com algumas referências planejadas para as ações de Gorr, O Carniceiro dos Deuses de Thor: Love and Thunder (2022) removidas durante o processo de escrita. Slater disse que isso foi feito porque eles não se encaixavam naturalmente na série e porque não estava claro durante o desenvolvimento quando a série seria lançada em relação ao filme do deus do trovão. É também por isso que seu lugar na linha do tempo do UCM foi deixado vago. Diab acrescentou que eles acharam a história "tão psicologicamente complicada" e intrigante que não precisavam das "muletas" das referências do UCM. Isaac disse que a "coisa mais importante de Moon Knight era uma verdade emocional para a jornada que estava acontecendo" em vez de suas conexões de trama ao UCM. É parcialmente ambientado em Londres, em vez da cidade de Nova York, como nos quadrinhos, para diferenciar a série dos outros projetos do UCM ambientados nessa cidade.

### Elenco
Em outubro de 2020, Oscar Isaac entrou em negociações para o papel principal de Marc Spector, e foi confirmado para ser escalado em janeiro de 2021; O Marvel Studios confirmou oficialmente a escalação em maio. Isaac estava inicialmente hesitante em aceitar o papel, pois estava cauteloso em ingressar em outra franquia depois de experimentar quanto tempo e esforço foram necessários para filmar a trilogia da sequência de Star Wars. Ele aceitou o papel depois de pesquisar mais sobre TDI e ficar fascinado com a caracterização de Steven para a série, além de receber liberdade criativa de Feige. Richard Newby, do The Hollywood Reporter, sentiu que os recentes papéis principais de Isaac poderiam atrair públicos não familiarizados com o personagem da série, e que sua etnia latina poderia permitir um exame do judaísmo de diferentes perspectivas, em vez de ter o personagem retratado como um homem judeu Ashkenazi como nos quadrinhos. Isaac confirmou mais tarde que Spector seria retratado como judeu-americano na série.
Em janeiro de 2021, May Calamawy foi escalada para o "papel-chave" de Layla El-Faouly, e Ethan Hawke foi escalado como Arthur Harrow, o vilão principal da série. Isaac havia inicialmente abordado Hawke sobre se juntar à série, e Diab pediu a Hawke que não lesse os roteiros antes de assinar porque queria desenvolver o personagem com o ator. Diab estava grato por Hawke ter confiado nele e em Isaac o suficiente para se juntar a eles sem ver os roteiros, o que Hawke disse que não fazia há 35 anos. Ele explicou que se juntou à série por causa de Isaac, Diab e onde ele sentiu que estava em sua carreira de ator, e gostou da liberdade criativa que veio com a série contando uma história menos conhecida. Embora haja um personagem chamado Arthur Harrow nos quadrinhos, Hawke explicou que a versão em Moon Knight é principalmente uma criação original, acredita-se ser uma amálgama com outros personagens do Cavaleiro da Lua, como o Rei Sol e Estrela da Manhã. Slater optou por não adaptar Bushman, o antagonista mais proeminente do Cavaleiro da Lua, já que sentiu que era muito parecido com Killmonger, vilão de Black Panther (2018). Gaspard Ulliel se juntou ao elenco em julho de 2021 como Anton Mogart / Homem da Meia-Noite, em um de seus últimos papéis antes de sua morte em janeiro de 2022. F. Murray Abraham foi revelado como a voz de Khonshu no mês seguinte, com Karim El-Hakim atuando como o personagem no set. Ann Akinjirin e David Ganly também estrelam como policiais e seguidores de Harrow, Bobbi Kennedy e Billy Fitzgerald, respectivamente, enquanto Khalid Abdalla interpreta Selim, o avatar de Osíris, e Antonia Salib interpreta a deusa egípcia Tuéris. Sofia Danu e Saba Mubarak foram a intérprete no set e a voz da deusa egípcia Ammit, respectivamente.
Lucy Thackeray foi revelada como Donna no trailer da série, lançado em janeiro de 2022. Elencos adicionais foram revelados antes da estreia da série em março, incluindo Rey Lucas como Elias Spector, pai de Marc, Fernanda Andrade como Wendy Spector, a mãe de Marc, Saffron Hocking como Dylan, Shaun Scott como Crawley, e Díana Bermudez como Yatzil. Outros membros do elenco incluíram Alexander Cobb como J.B., Declan Hannigan como o avatar de Hórus, Hayley Konadu como o avatar de Téfnis, Nagisa Morimoto como o avatar de Ísis, Loic Mabanza como Bek, Joseph Millson como Dr. Steven Grant, Bill Bekele como Rosser, Claudio Fabian Contreras como Randall, irmão mais novo de Spector, e Usama Soliman como o pai de Layla, Abdallah El-Faouly. A maioria dos papéis egípcios menores foi para atores egípcios, incluindo aqueles que vivem em Budapeste, como Ahmed Dash, Hazem Ehab, Amr Elkady, Zizi Dagher.

### Design

#### Cenários
Stefania Cella é a desenhista de produção, trabalhando com egiptólogos e um diretor de arte supervisor egípcio para garantir a precisão histórica em seus cenários. Ela trabalhou meticulosamente nos pequenos detalhes para trazer um realismo aos cenários. Seu cenário da Câmara dos Deuses tinha três andares de altura e decorado com hieróglifos amarelos relacionados à divindade, com o cenário da Câmara de Enterro também apresentando hieróglifos e água e superfícies reflexivas para representar os temas da série de dualidade e identidade. Ao projetar o túmulo de Alexandre, o Grande, Cella pesquisou sua vida geral, observando como seu túmulo nunca foi encontrado e como ele queria ser considerado um faraó, apesar de ser macedônio. Sendo assim, ela optou por “combinar as duas culturas”, de forma a “prestar uma homenagem a quem queria que fosse retratado na geração futura”, ao desenhar o seu túmulo. Ela baseou o altar central em torno da arquitetura grega e macedônia antiga, enquanto as paredes continham hieróglifos egípcios. O sótão do apartamento de Steven foi construído para se assemelhar às pirâmides, enquanto a residência de Harrow foi feita para ser em estilo comuna na parte Spitalfields / estaleiro de Londres. O cenário da Mansão de Mogart incluía duas pirâmides de vidro inspiradas no Louvre que foram construídas para as filmagens. O hospital no Duat foi projetado com base na combinação da iconografia dos hospitais e do espaço privado de Harrow no segundo episódio. Ela queria "despir aquele lugar e pintar tudo de branco", pois achava que a melhor maneira de representar a percepção da realidade de Spector era usando o mesmo local e, em vez disso, tornando-o parte do hospital na consciência de Spector. Ela usou a cor branca porque sentiu que estava associada a "higiene, operação e vestidos" e também pensou que "é a cor de 'Estou lá ou não estou?' Porque às vezes é o espaço em branco e depois é o paraíso", o que ela achou que ajudou a contribuir para a história. Dois conjuntos de blocos habitacionais egípcios também foram construídos.

#### Figurino
Meghan Kasperlik atua como figurinista. Diab queria que os trajes tivessem muitos símbolos e iconografia egípcios, com Kasperlik encontrando maneiras de incluir "essas sutilezas, mas ainda representando a cultura egípcia hoje e também os símbolos egípcios do passado". Ela também trabalhou com Cella para garantir que os mesmos símbolos dos cenários fossem incorporados aos figurinos.
Os figurinos de Steven foram feitos para evocar a "frieza" de Brixton, mas com alguns elementos "desligados", com Kasperlik encontrando camisas vintage em Nova York para o personagem, e mais tarde incorporando um "sapato mais desajeitado para deixar esse personagem pesado" e um casaco Chore. Marc tem um "visual desértico com um traje tático, utilitário e mais leve". Ele também tem um capuz e um colete com várias funções que prenunciavam o efeito da capa do Cavaleiro da Lua. Os figurinos de Arthur Harrow são "semelhantes aos de monges" inspirados em líderes de cultos da vida real, enquanto Layla tem um visual mais atlético com influências do Cairo e de Londres. Harrow tem a oração da morte de Ammit inscrita em sua pulseira, enquanto os toques egípcios de Layla são sutilmente apresentados em suas joias. Layla também tem indicações ao longo da série sugerindo que ela se tornaria o Escaravelho Escarlate, como suas calças sendo a mesma estampa de quando ela está no traje de Escaravelho Escarlate. A maioria dos trajes de Layla eram feitos sob medida, apesar de sua aparência contemporânea.
O traje do Cavaleiro da Lua consiste em armaduras e bandagens egípcias antigas, com símbolos hieroglíficos em sua capa, que apresentam o juramento de Khonshu e estão em um padrão de repetição no sublinhado em um tecido semelhante a uma folha. O símbolo da lua em seu peito, de onde ele gera seus dardos crescentes, também contém o juramento de Khonshu, enquanto hieróglifos adicionais em suas calças dizem "Levante-se e viva novamente como meu punho de vingança. Meu Cavaleiro da Lua". Seu design de bandagem de múmia é baseado na versão Universo X do personagem, e foi projetado para conjurar em Marc, dando-lhe uma qualidade sobrenatural e ajudando a diferenciá-lo de trajes de heróis semelhantes no UCM que usam nanotecnologia. Feige sugeriu pegar o design da bandagem e combiná-lo com o design mais moderno do personagem nos quadrinhos. Ela acabou escolhendo separar o traje em várias camadas e não transformá-lo em uma peça moldada com a peça e a textura no topo, pois queria incorporar o simbolismo de Khonshu em seu design. O traje do Cavaleiro da Lua foi criado pela FBFX em Londres e consistia em mais de 803 peças diferentes.
Para o Sr. da Lua, Kasperlik criou um terno de três peças baseado em seu design nos quadrinhos, com várias homenagens a Khonshu no design. Ela acrescentou tênis desenhados para modernizar o visual. Os botões de seu colete apresentam os símbolos de Khonshu. Ela também queria escolher um tecido que não fosse branco plano, tivesse uma textura e não fosse "estourado" durante as filmagens noturnas e parecesse "um marshmallow branco correndo pela tela", escolhendo um tecido texturizado branco sobre branco com um lamê prateado nele. A lógica por trás dos designs dos trajes do Cavaleiro da Lua e do Sr. da Lua foi inspirada em quem era cada personalidade, o que eles amam e sua imaginação. Com Steven "completamente longe do mundo dos super-heróis", ele invoca um traje que se assemelha a um traje como Sr. da Lua. Ambos os trajes do Cavaleiro da Lua e do Sr. da Lua continham o símbolo de Khonshu.
Os trajes de Khonshu, Tuéris e Ammit foram feitos para cada personagem, apesar de serem personagens em CGI. Para criar o traje de Khonshu, Kasperlik leu quadrinhos e pesquisou vários tipos de tecidos e como poderia fazê-lo esfarrapado. Ela usou seis tipos diferentes de tecidos, todos costurados à mão e esticados para que o ator pudesse usá-los confortavelmente. Uma gola de couro personalizada e tiras de couro foram adicionadas sobre a área do peito para enfatizar seu símbolo, enquanto um cinto, que foi esculpido e moldado, também envolve sua cintura. As peças práticas do traje para Taweret consistiam em um escaravelho, peitoral, pulseiras de ouro, "várias camadas de penas que se destacavam" e hieróglifos esculpidos em vários elementos, com Salib chamando Taweret de "uma deusa muito elegante". Salib também usava sapatos de plataforma para imitar os pés do hipopótamo, assim como um varão de captura de movimento para ajudar na altura extra da personagem. Por ser a deusa do parto e da fertilidade, o capacete de Tuéris apresenta a dança do parto e a oração do antigo Egito, que era uma réplica de uma peça de arte egípcia. Grande parte de seu traje foi construído por trabalhos de couro e de ferreiros internamente. Tanto Khonshu quanto Tuéris tiveram suas orações e juramentos incorporados aos vários simbolismos em seus trajes.

### Títulos
A sequência de abertura da série foi feita pela Perception. Os créditos finais de cada episódio apresentavam uma nova fase da lua, começando com uma lua crescente no primeiro episódio.

### Filmagens
As filmagens estavam previstas para começar em março de 2021, e começaram no final de abril na Hungria. A série foi filmada com o título provisório de "Good Faith", com Diab dirigindo o primeiro, o terceiro e os dois episódios finais e Benson e Moorhead dirigindo o segundo e o quarto. Moorhead explicou que ele e Benson foram "entregues" ao segundo e quarto episódios para dirigir, em parte por razões logísticas, mas também porque cada um dos episódios foi projetado para ter "sua própria voz", embora os dois primeiros episódios conectem um pouco mais próximos uns dos outros porque os criativos ainda estavam "descobrindo a produção" na época. Ele continuou dizendo que a localização do quarto episódio era "muito própria", permitindo que a dupla "isolasse um pouco", enquanto os dois episódios finais são "sua própria voz um do outro e do resto dos episódios". Gregory Middleton foi o diretor de fotografia de Diab, e Andrew Droz Palermo foi o de Benson e Moorhead. O trabalho de Soundstage ocorreu no Origo Studios em Budapeste. As filmagens deveriam começar em 16 de novembro de 2020 e durar 26 semanas, mas foram adiadas devido à pandemia de COVID-19. As filmagens ocorreram no Museu de Belas Artes de Budapeste em abril, que serviram como exteriores para a National Gallery de Londres, e em Szentendre no início de maio. No início de junho, cenas noturnas ao ar livre foram filmadas na Praça Madách, em Budapeste. Vários locais exteriores em Budapeste foram encontrados para substituir Londres, particularmente as áreas de Brixton e Soho.
As filmagens ocorreram na Eslovénia, durante uma semana em Wadi Rum, na Jordânia, e foram concluídas em Budapeste e na Jordânia no início de outubro, momento em que a série mudou para Atlanta, Geórgia. A produção foi encerrada em 14 de outubro. Isaac disse que filmar a série parecia ser "feito à mão", com Diab trazendo uma autenticidade árabe para a série, como incluir o texto correto de uma oração sobre uma loja. Hawke agradeceu ao egípcio Diab por liderar, já que ele não abordou a série "com os olhos de um americano", mas como alguém que cresceu no país. A produção esperava filmar a série no Egito, mas não conseguiu em parte devido ao clima político do país e questões de censura; A produção de Hollywood não consegue filmar no país há algum tempo.
As filmagens adicionais foram concluídas em meados de novembro, e Diab disse que havia muito menos refilmagens necessárias para a série do que em outros projetos do Marvel Studios. Ele, Isaac e Hawke atribuíram isso à grande quantidade de ensaios e discussões que fizeram antes de filmar cada episódio, incluindo brunches regulares de domingo com o elenco principal e a equipe. Hawke disse que esses encontros ajudaram a formar uma "imaginação coletiva" para a série que tornou mais fácil alternar entre os episódios de Diab e os dirigidos por Benson e Moorhead, já que a "força imaginativa por trás disso era a mesma".

### Pós-produção
Abraham se juntou à série mais tarde no processo e teve várias sessões de gravação onde foi encorajado a fornecer diferentes tomadas e ideias para o material. Ele surgiu com várias opções vocais, finalmente escolhendo a que ele gostava e era a mais adequada para o personagem. Cedric Nairn-Smith atua como editor da série para o primeiro e sexto episódios, Joan Sobel para o segundo e quinto episódios e Ahmed Hafez para o terceiro e quarto episódios, enquanto Sean Andrew Faden atua como supervisor de efeitos visuais. Os efeitos visuais da série foram criados pela Framestore, Image Engine, Mammal Studios, WetaFX e Zoic Studios.

## Trilha sonora
O compositor egípcio Hesham Nazih havia escrito músicas para a série no início de março de 2022 em seu primeiro grande projeto em inglês. Diab foi atraído para Nazih para fazer a trilha da série porque seu trabalho "abrange elementos egípcios autênticos de uma maneira muito contemporânea", com a música ajudando a quebrar os estereótipos egípcios, revelando algumas das artes contemporâneas menos conhecidas do país para o público internacional; Diab a descreveu como uma "bela partitura que é egípcia, mas é internacional em sua essência, é universal". A trilha sonora da série usou uma mistura de músicas antigas e novas como forma de mostrar a cena musical do Cairo, que tem sensibilidades semelhantes às do Ocidente, sem recorrer a músicas que parecem da Idade Média. A faixa dos créditos finais do primeiro episódio, "Moon Knight", foi lançada digitalmente pela Marvel Music e Hollywood Records como single em 30 de março de 2022, e o álbum da trilha sonora da série em 27 de abril.
| Moon Knight [Original Soundtrack] |                            |         |  |
| N.º                               | Título                     | Duração |  |
| 1.                                | "Moon Knight"              | 2:10    |  |
| 2.                                | "The Village"              | 1:36    |  |
| 3.                                | "Village Scales"           | 2:13    |  |
| 4.                                | "Phone and Elevator Blues" | 2:09    |  |
| 5.                                | "Chaos Within"             | 3:37    |  |
| 6.                                | "Full Moon Fight"          | 2:13    |  |
| 7.                                | "Storage Locker"           | 2:36    |  |
| 8.                                | "What Suit?"               | 2:48    |  |
| 9.                                | "Moonlight Fight"          | 3:19    |  |
| 10.                               | "Fake Passport"            | 2:33    |  |
| 11.                               | "She Is Here"              | 4:37    |  |
| 12.                               | "The Sky"                  | 2:34    |  |
| 13.                               | "The Boat"                 | 2:05    |  |
| 14.                               | "Takes the Body"           | 3:06    |  |
| 15.                               | "Constellation"            | 4:16    |  |
| 16.                               | "No Suit"                  | 3:29    |  |
| 17.                               | "The Kiss"                 | 1:54    |  |
| 18.                               | "Eye of Horus"             | 1:11    |  |
| 19.                               | "Welcome Travelers"        | 1:42    |  |
| 20.                               | "Weight of Hearts"         | 2:33    |  |
| 21.                               | "The Cave"                 | 2:56    |  |
| 22.                               | "All Your Fault"           | 1:55    |  |
| 23.                               | "Open the Door"            | 1:45    |  |
| 24.                               | "Give Her a Call"          | 3:12    |  |
| 25.                               | "The Inevitable"           | 5:15    |  |
| Duração total:                    | Duração total:             | 85:22   |  |

## Marketing
O primeiro vídeo com imagens da série foi mostrado no Disney+ Day em 12 de novembro de 2021. O primeiro trailer da série estreou em 17 de janeiro de 2022 durante os playoffs da NFL de 2021–22, com James Whitbrook, do Gizmodo, sentindo que o trailer forneceu "um vislumbre completo e adequado" do personagem após o breve vídeo no Disney+ Day. Ele sentiu que o traje era "fiel, embora sujo com aparência mais texturizada, do traje clássico dos quadrinhos". Richard Newby, do The Hollywood Reporter, sentiu que o trailer estava "desfrutando" da falta de conhecimento do público em geral sobre o personagem, mantendo uma sensação de mistério. Ele sentiu que a série parecia ser um dos projetos mais sombrios e originais do Marvel Studios, que foi ecoado por seus colegas Aaron Couch e Borys Kit, que disseram que o trailer sugeria "algo diferente de qualquer outro programa da Marvel".  O sotaque britânico de Isaac para a identidade de Steven Grant recebeu respostas mistas dos espectadores, e o próprio Isaac tirou sarro disso em um vídeo em que ele e Hawke reagiram ao trailer. Isaac disse mais tarde que o sotaque não era intencionalmente convincente. O trailer foi visto mais de 75 milhões de vezes em 24 horas, o que foi melhor do que os trailers de outras séries do Marvel Studios, exceto o trailer de The Falcon and the Winter Soldier, que teve 125 milhões de visualizações. Além disso, seu engajamento social de 263.000 menções foi o mais alto de qualquer série da Marvel para seu primeiro lançamento de conteúdo. Um trailer adicional foi ao ar durante o Super Bowl LVI em 13 de fevereiro, que continuou a manter a série misteriosa enquanto retratava suas "sensibilidades mais sombrias", de acordo com Rachel Labonte, do Screen Rant. Ben F. Silverio, do /Film, disse que as fotos da capa do Cavaleiro da Lua "lançadas na forma de uma lua crescente" e o personagem pegando suas armas em forma de lua eram as "mais legais". A RelishMix informou que o trailer teve 9,49 milhões de visualizações em 24 horas no Facebook, Twitter, YouTube e Instagram.
O programa de mercadorias "Marvel Must Haves", que revela novos brinquedos, jogos, livros, roupas, decoração de casa e outras mercadorias relacionadas a cada episódio de Moon Knight após o lançamento de um episódio, começou para os episódios em 1º de abril e concluído em 5 maio de 2022. Também em abril, a Marvel e a National Geographic lançaram um featurette explorando como a série abordou e pesquisou toda a iconografia egípcia antiga para os cenários e a história.
Os QR codes foram incluídos nos dois primeiros episódios, levando os espectadores a um site para acessar quadrinhos digitais gratuitos do Cavaleiro da Lua que são atualizados semanalmente. Os quadrinhos lançados para os seis episódios, em ordem, foram Werewolf by Night #32 e #33, Moon Knight vol. 1 #3, Universe X #6, Moon Knight vol. 1 #1, e Moon Knight Annual vol. 2 #1. Cada um tinha uma conexão com um personagem ou referência visual que apareceu no episódio daquela semana. No lançamento do episódio final, a Disney anunciou que o site foi visitado mais de 1,5 milhão de vezes, com 500.000 quadrinhos lidos. Adam B. Vary, da Variety, chamou a iniciativa de "uma maneira inteligente de expandir o conhecimento de quadrinhos dos espectadores" para o personagem mais obscuro de Cavaleiro da Lua. Curtis explicou que ficou fascinado com o envolvimento que a série animada Bob's Burgers teve com suas piadas nos créditos de abertura e encerramento e seu "hambúrguer da semana", e acreditava que a interatividade poderia ser trazida para Moon Knight para "ajudar a educar os espectadores sobre história em quadrinhos do Cavaleiro da Lua". Ao filmar no storage locker em "Summon the Suit", que já tinha QR codes existentes em suas portas, Curtis percebeu que seria a maneira de "incorporar QR codes organicamente ao ambiente". A equipe de efeitos visuais inseriu os QR codes ao vivo com CGI nos episódios onde os códigos poderiam ser encontrados naturalmente, razão pela qual os códigos não foram incluídos no terceiro, quarto e sexto episódios (tirando um em sua cena pós-créditos), pois eles "se destacariam como um golpe publicitário" naqueles ambientes. Curtis esperava que o projeto continuasse para outros filmes e séries do UCM. Os espectadores que digitalizaram o código também receberam um pôster digital exclusivo após o final da série com a placa "SPKTR".

## Lançamento
Moon Knight estreou no Disney+ em 30 de março de 2022, e consistirá em seis episódios, sendo concluída em 4 de maio de 2022. Uma exibição especial aconteceu em 16 de março no Cine Capitol, em Madri, e em 17 de março no Museu Britânico em Londres, com a estreia no tapete vermelho em 22 de março no El Capitan Theatre em Los Angeles. Faz parte da Fase Quatro do UCM.

## Recepção

### Crítica
| - 1.ª temporada (2022): Porcentagem de avaliações positivas rastreadas pelo site Rotten Tomatoes | |
|                                                                                                  | Esta página contém um gráfico que utiliza a extensão <graph>. A extensão está temporariamente indisponível e será reativada quando possível. Para mais informações, consulte o ticket T334940. |

O Rotten Tomatoes, site agregador de resenhas, relatou uma taxa de aprovação de 87% com uma classificação média de 7,65/10, com base em 214 avaliações. O consenso dos críticos do site diz: "Seu valor de entretenimento pode aumentar e diminuir um pouco, mas Moon Knight acaba se estabelecendo em um local agradável—e agradavelmente estranho—no firmamento do UCM". O Metacritic, que usa uma média ponderada, atribuiu uma pontuação de 69 em 100 com base em 27 críticos, indicando "críticas geralmente favoráveis".
Matt Webb Mitovich, da TVLine, deu aos primeiros quatro episódios da série um "A-", dizendo que "subverte e talvez supere descontroladamente quaisquer expectativas moderadas", apreciando a imprevisibilidade que a série trouxe em comparação com outras séries do Disney+ do Marvel Studios centrado em personagens consagrados. Mitovich também elogiou o visual de Moon Knight e a atuação, particularmente a de Isaac. Daniel D'Addario, da Variety, acredita que havia uma "frescura" em Moon Knight que ajudou a superar o sentimento avassalador que alguns dos UCM induzem, com uma série que seria "atraente mesmo para quem está fora do fandom". Elogios foram para a atuação de Isaac e Hawke e para o Marvel Studios por expandir fora de suas convenções normais, embora D'Addario tenha notado que a série "se arrasta um pouco" pela parte do meio da história, enquanto recebe "um pontapé inicial muito necessário" no final do quarto episódio. Dando aos quatro primeiros episódios da série quatro de cinco estrelas, James Dyer escreveu em sua crítica para a Empire que Moon Knight era "um caso ousadamente maluco que consegue capturar a mesma alegria vertiginosa imbuída em Hawkeye e Loki", entregando "algo que parece genuinamente diferente de qualquer canto do UCM já explorado". Ele acrescentou, no entanto, que "a narrativa maior às vezes é menos atraente do que o trabalho de personagem peculiar".
Daniel Fienberg foi mais crítico da série, pensando que a série foi "mais bem-sucedida como um exercício de atuação de Oscar Isaac do que um passeio de super-herói". Fienberg ficou frustrado com a falta do Cavaleiro da Lua e a clareza em seu conjunto de habilidades e afirmou que a série "parece menos com um programa de TV e mais como uma explicação de por que os espectadores gostariam de assistir ao personagem eventualmente" se juntar a outros personagens do UCM. Ele apreciava as representações culturalmente apropriadas de Diab do Egito. Alan Sepinwall, da Rolling Stone, deu à série 3 de 5 estrelas, apreciando o desempenho de Isaac como Steven e Spector, mas sentindo que havia "pouco precioso para se sentir animado" na série além disso. Embora Sepinwall tenha ficado mais engajado com a conclusão do quarto episódio, já que a história gira "mais na escuridão inerente ao personagem", ele não tinha grandes esperanças para a conclusão da série, já que as séries anteriores do UCM vacilaram em seus finais e a história do personagem de "ser mais emocionante na teoria do que na realidade".
Com a conclusão da série, Richard Newby, também do The Hollywood Reporter, acreditava que a série parecia "a mais inacabada em termos de completar a configuração da história" de qualquer uma das propriedades do UCM e chamou a "falta de sensação de conclusão narrativa" de intrigante. Ele continuou que, apesar da incerteza de temporadas adicionais ou se Isaac retornaria ao papel, o episódio final deixou os espectadores querendo mais, especialmente com vários pontos da história ainda a serem explorados, e Newby se perguntou se Moon Knight teria sido melhor servido com mais episódios para chegar a uma conclusão mais satisfatória e dar mais profundidade ao personagem e sua parte do UCM.

### Reconhecimentos
Isaac foi indicado para Melhor Herói no MTV Movie & TV Awards de 2022.

#### Campanha do Emmy
Em abril de 2022, o Marvel Studios e a Disney planejavam indicar Moon Knight nas várias categorias de séries limitadas para o Primetime Emmy Awards, junto com Hawkeye. No entanto, no lançamento do episódio final em maio, um tweet promocional para o episódio inicialmente o chamou de "final de série", antes de ser excluído e compartilhado chamando-o de "final da temporada", apesar de nenhuma indicação de outras temporadas. Clayton Davis, da Variety, observou que essa mudança poderia forçar a Academia de Artes & Ciências Televisivas a rejeitar Moon Knight nas categorias de séries limitadas, dadas suas regras, uso de mídias sociais e entrevistas anteriores para determinar a elegibilidade, exigindo que os estúdios indicassem a série para as categorias de drama, junto com Loki. Apesar disso, Davis observou que Moon Knight ainda estava planejada para ser apresentada nas categorias de séries limitadas.

## Documentário especial
Em fevereiro de 2021, a série documental Marvel Studios: Assembled foi anunciada. Os especiais entram nos bastidores da produção dos filmes e séries de televisão do UCM com membros do elenco e criativos adicionais. O especial Assembled: The Making of Moon Knight, que conta com Isaac, foi lançado no Disney+ em 25 de maio de 2022.

## Futuro
Em novembro de 2019, Feige afirmou que depois de introduzir o Cavaleiro da Lua com a série, o personagem fará crossovers com os filmes do UCM. Diab afirmou em março de 2022 que achava que o personagem faria parte do UCM pelos próximos 10 anos e expressou sua esperança de que o Cavaleiro da Lua eventualmente tivesse seu próprio longa-metragem. Na época da estreia da série, Isaac não havia assinado para retornar como o personagem em projetos futuros, e no final, Diab e Curtis não tinham certeza do futuro do personagem, seja em uma segunda temporada, longa-metragem ou parte da propriedade de outro personagem. Diab esperava que uma potencial segunda temporada pudesse ser filmada no Egito. Isaac estava aberto a retornar "se houvesse uma história que realmente fizesse sentido", com Calamawy e Hawke também expressando interesse em retornar.